# Kharkhoda
Kharkhoda è una città dell'India di 18.758 abitanti, situata nel distretto di Sonipat, nello stato federato dell'Haryana. In base al numero di abitanti la città rientra nella classe IV (da 10.000 a 19.999 persone).

## Geografia fisica
La città è situata a 28° 52' 60 N e 76° 50' 60 E e ha un'altitudine di 207 m s.l.m..

## Società

### Evoluzione demografica
Al censimento del 2001 la popolazione di Kharkhoda assommava a 18.758 persone, delle quali 10.022 maschi e 8.736 femmine. I bambini di età inferiore o uguale ai sei anni assommavano a 2.925, dei quali 1.621 maschi e 1.304 femmine. Infine, coloro che erano in grado di saper almeno leggere e scrivere erano 12.030, dei quali 7.139 maschi e 4.891 femmine.